# 韩国—美国关系

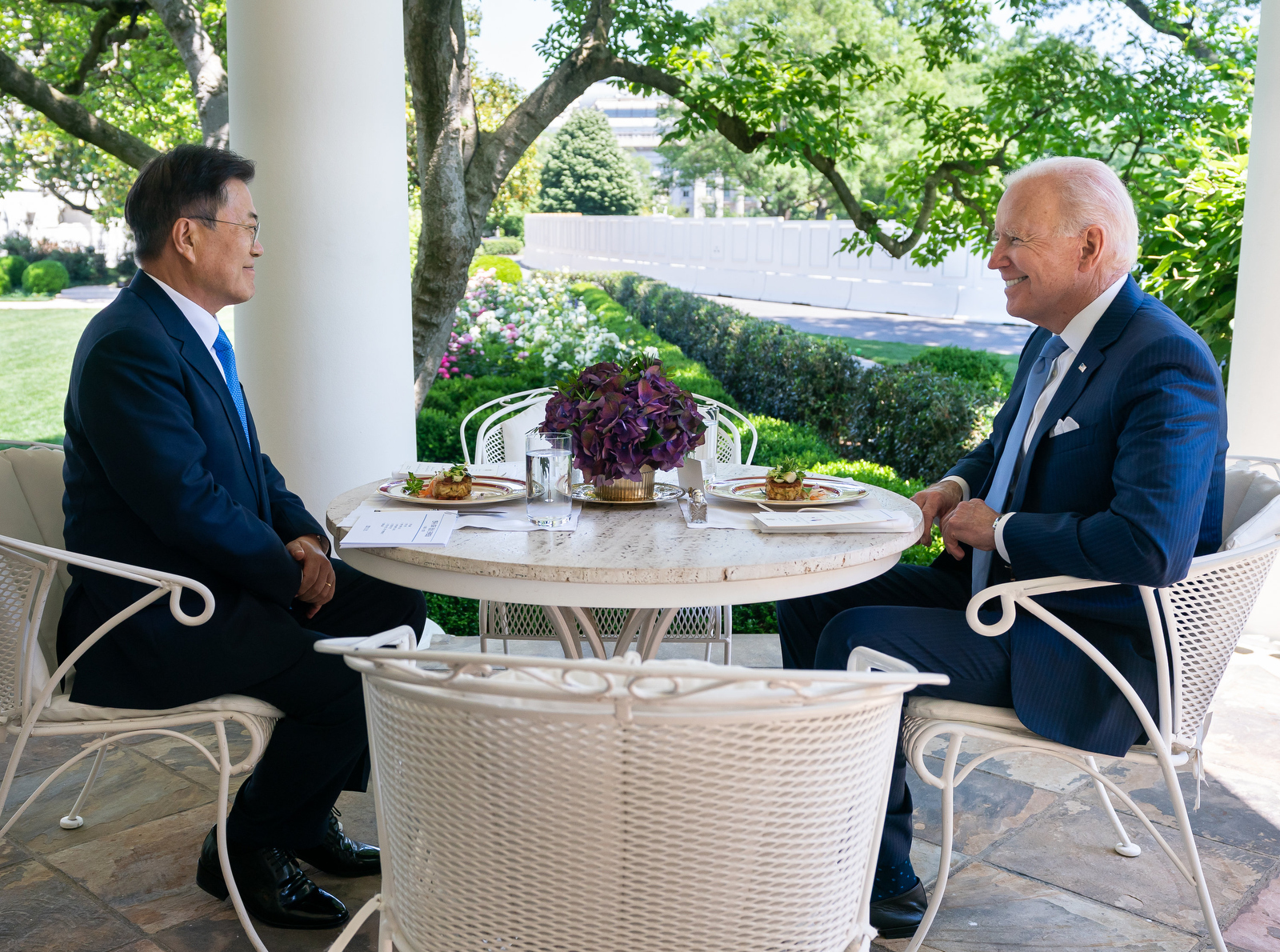
2021年5月，美國總統喬·拜登與韓國總統文在寅在白宫會面

韩美关系或美韩关系（韩语：／）是指大韩民国（韩国）与美利坚合众国（美国）的双边关系。1949年1月1日，韩美正式建立外交关系，美国是第一个与韩国建立外交关系的国家。朝鲜战争后，两国于1953年10月签署了《韩美共同防御条约》，正式确立双方的军事同盟关系。韩美关系的性质和内容在不同历史时期有所不同，特別是駐韓美軍爭議、美国政府反对韩国威权政府镇压民主化人士和威权法律、美國偏袒日本時、貿易爭端的問題上都曾引起对立和反美情緒，但一直在韩国外交中保持着核心地位。韩日同為美国在东亚的盟友，也是美國的主要非北约盟友之一。在2009年二十国集团伦敦峰会上，美国总统奥巴马称韩国为美国最亲密的盟友和最大的友邦之一。
虽然大韩民国与美国于1949年1月建交，但根据韩国驻美大使馆的网站显示，兩国以1882年5月22日作为其建交纪念日。

## 历史

### 朝鮮王朝及大韩帝国时期

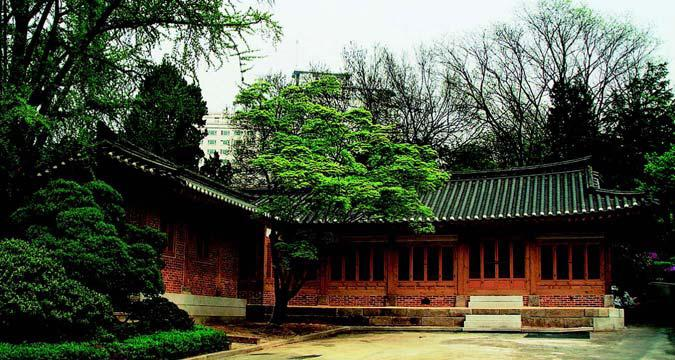
韓美兩國於1882年起建交，美方因而在漢城（今首爾）設立公使館，圖為1883年建造的第一代美國公使館建築。

美国人于1845年最早关注朝鲜半岛。当时美國紐約州議員、眾議院海軍委員會主席普拉特（Z. Pratt）就向眾議院提交過《開放朝鮮的議案》，认为应该抓住欧洲列强盯住中国和日本的时机，积极发展与朝鮮半島的通商机会，应该建立外交关系，但该议案没有通过。1853年1月，一艘美國船隻駛入東萊府的龍堂浦。8月22日到達平壤府，平安道中軍李玄益不准其貿易和傳教命立即退去。但舍門將軍號繼續溯江而上，崔蘭軒等人上岸偵察，準備盜掘當地王陵。李玄益駕船追擊，遭船員囚禁。雙方正式發生衝突，因江水過淺海船不能發揮威力，被朝鮮數百艘裝滿茅草、澆足了油的火船撞擊焚毀，美國船員全部死亡。美國報復攻擊導致辛未洋擾發生，派艦隻「亞細亞號」攻打江華島但又被當地軍民擊退，兩次小衝突勝利讓李氏自得意滿，鎖國政策更甚。1866年8月，美国商人普雷斯顿乘坐武装商船“舍门将军号”，發生了舍門將軍號事件，美國希望加大對東方的貿易，而朝鮮王朝則採取閉關鎖國政策，使得美国第一次用武力打开朝鲜半岛国门的尝试失败。而美国先后于1867年、1868年、1870年和1871年多次企图以炮舰政策强迫朝鮮方面通商，但最终都遭到了失败。
1878年10月29日，美国海军部向周游非洲的海军提督薛斐尔（Robert Wilson Shufeldt）下了训令，要求用和平的方法，为与朝鲜交涉而尽力。当时的清朝北洋大臣李鸿章得知此事后，便邀请薛斐尔至天津会谈。1881年11月，朝鮮高宗派使节与清朝协议对美修交的问题，并邀请了李鸿章代为主持缔约谈判。1882年初，李鸿章及其麾下便与美国全权大使薛斐尔就朝美通商一事，在天津进行了谈判。5月22日，《朝美修好通商条约》在汉城（今首尔）正式签订。此时朝鮮王朝正式与美国建交，美国在汉城设置了外交机构并派驻公使。
在朝美修约（建交）后至朝鲜被日本吞并前的20多年里，美国曾三次派兵至朝鲜。1888年，朝鲜出现叛乱，为保护侨民，美方向朝鲜半岛沿岸派遣美国海军；1894年至1896年，为保护甲午中日战争后汉城的美国公使馆和美国僑民，当时美方派遣了美国海军陆战队进驻汉城；1904年至1905年，为保护日俄战争期间的美国駐韓公使馆，美方再次派遣陆战队入城。
1905年，日本与大韩帝国签订《乙巳条约》后，美国中断了与朝鲜半岛的外交关系。

### 朝鲜日占、盟军托管时期
日本殖民統治朝鮮半島期間，美國在首府京城設有領事館。
1941年6月，流亡在中国上海的大韩民国临时政府的主席金九和外交部长赵素昂，曾分别致函美国总统罗斯福和国务卿赫尔，希望能够恢复外交关系。但美方没有给予任何的答复。1941年12月7日，日本偷袭珍珠港，后爆发了太平洋战争。12月10日，大韩民国临时政府也对日本宣战。
1943年11月召开的的开罗会议上，美、中、英三国首脑宣布，要让朝鲜自由独立。1945年8月15日，日本宣布无条件投降，大日本帝国在朝鮮的統治结束。美国和苏联以北纬38度线为界，分别在朝鲜半岛南部和北部成立軍政府。
1945年9月7日，美军进驻韩国，随后在汉城（首尔）建立駐朝鮮美國陸軍司令部軍政廳管理韓國軍政及民政。1948年8月15日，李承晚上台，大韩民国正式成立。美国宣布结束朝鲜半岛南部的军政统治，把权力移交给李承晚，但同时在韩国留下了一批来自美国的军事顾问和政治顾问。。

### 李承晚时期
建国之初，李承晚政府对外采取的是“对美一边倒”的亲美外交政策，通过外交努力最大程度地争取美国的援助，以稳定人民生活，为反共计划打下基础:52。在韩国刚刚成立的一年多时间里，李承晚政府先后与美国签署了《关于临时军事安全的行政协定》（1948年8月24日）、《韩美政府间关于移交财政和财产的协定》（1948年9月11日）、《韩美政府间相互防卫援助协定》（1950年1月26日）和《韩美军事顾问协定》（1950年1月26日）:260。为了消除北方的威胁和武力统一朝鲜半岛，李承晚曾向美国提出建立韩美军事同盟。不过，美国出于战略上的考虑并没有接受李承晚的建议。在李承晚政府成立的一个月后，美军就开始从韩国陆续撤军。到1949年5月28日，美国完成了4.5万人的撤军，只留下500余人的军事顾问团。1950年1月，美国宣布“艾奇逊防线”时，韩国并没有列在美国太平洋地区防线之内:52-53:151-152。
1950年6月25日，朝鲜战争爆发。朝鲜凭借远高于韩国的军事优势，一路高歌控制了朝鲜半岛大部分地区。紧急之下，李承晚向美国提出了救援，并在1950年7月15日将韩国军队的作战指挥权交给了以美国为首的联合国军总司令。美国的介入彻底改变了南北双方的力量对比，挽救了退居釜山的李承晚政权。由于中国的介入，战争最终终止在三八线附近:260-261。1953年10月，韩美签署了《韩美共同防御条约》，开始了长达半个多世纪的韩美同盟合作体制的序幕。韩国成了美国反苏反共的前哨阵地，美军开始长期驻扎韩国:53:153-154。与此同时，李承晚利用美国的支持维护他在韩国的独裁统治。韩国先后与美国签订了《韩美经济协定》（1953年12月）、《韩美军事经济援助协定》（1954年11月）、《韩美友好通商航海条约》（1956年11月）等条约。据统计，1948-1961年间，美国为韩国提供了100亿美元的经济援助。20世纪60年代以前，美国的援助在韩国财政收入的比例达到30%-40%，最高年份达到52.9%；在韩国年国民生产总值中平均占到8%以上，最高年份达到14.3%。依靠美国的经济援助，韩国建起了一批进口替代工业，为日后的经济腾飞打下了基础:55。

### 朴正熙时期
1961年5月16日，韩国陸軍少將朴正熙發動五一六政变推翻了合法的张勉政权，控制韩国政权。倡导民主的美国对朴正熙政权起初并不存好感。不过在韩日关系、越南战争、发展经济等方面，朴正熙与美国高度一致，因此韩美关系又进入了非常甜蜜的“蜜月期”:261。1965年6月22日，韩日邦交正常化后，东北亚地区的美日韩同盟正式确立:257。韩国向越南派兵后，朴正熙受时任美国约翰逊总统的邀请访美，受到了兄弟国家领导人的最高礼遇:93-95:256。
1969年7月25日，时任美国总统理查德·尼克松在关岛发表宣言，表示美国在恪守条约义务的同时，鼓励并希望亚洲国家负责自己国家的国防。此后，美国决定将驻韩美军的数量从6.1万人裁减到4万多人，并停止对韩的无偿军事援助。1970年，韩国提出了总额15亿美元的5年军事现代化计划，成为美对韩无偿军事援助向对韩军售转折的一个契机:261:187-188。1974-1981年，韩国实施了提升军队战斗能力和建设国防工业的“第1次栗谷计划”:140。
卡特上台后，美国对韩国国内的民主与人权问题变得更加关注。“维新宪法”的颁布和朴正熙政权对民主阵营的镇压，使韩美关系产生了阴影。1976年10月24日，美国媒体曝出“韩国门事件”，朴东宣和韩国中央情报部门有关人员受韩国政府的指使自1970年代初开始贿赂美国议员和公务员。1977年，美国在审理此案时查出前韩驻美大使金东诈（1967年11月-1973年12月）曾贿赂收买美国议员。美国政府要求朴正熙交出两名重要嫌疑犯，但遭拒绝。韩美关系因此雪上加霜。1977年3月，卡特宣布将在未来4-5年内全部撤走驻韩美军，使韩美关系降到历史低点:262:224。1976年，美国基本结束了对韩国的无偿军事援助，韩国从受援助国变成美国的军需物资消费国。1978年11月7日，韩美联合軍司令部成立，两国军事关系开始由纵向统帅关系转变为横向合作关系:262。

### 全斗焕時期
1979年，全斗焕发动军事政变，控制韩国的軍政大權，並於1980年起担任总统。但美国总统吉米·卡特强烈批评和反对全斗煥掌握大權，对韩国采取了制裁措施，并与后来的里根政府一起警告全斗焕政府不要对处决金大中。美国政府提出以邀请全斗焕访美为条件，要求全斗焕政府不要处死金大中，全斗焕政府表示同意。
1981年，美国总统羅納德·里根在宣誓就职时，宣布邀请全斗焕访美。当时韩国推行“主动、积极、多边”的外交政策，增进与第三世界的关系。随着韩国经济实力的增强和冷战后国际格局的多极化，韩美关系已有了一定的变化。进入20世纪80年代后，韩国在军事方面开始承担起越来越多的责任，逐渐形成了由韩国主导，美国支援的防御体系:262。“第2次栗谷计划”（1982-1986年）和“8·18计划”的实施使得韩国军事实力大幅提升，从对朝鲜的劣势变为对朝鲜的优势。:140。

### 1990年代以来
韓國民主化之初，时任韩国总统卢泰愚首次向美国提出收回军队指挥权:198。1994年12月1日，驻韩美军将和平时期的指挥权转交给韩国:262。
韓國民主化以來，通常出現韩国政权和美国政权政治意識形態相反的情況，例如自由派的韓國政府面對保守派的美國政府（2001年－2008年、2017年－2021年），以及保守派的韓國政府面對自由派的美國政府（1993年－1998年、2009年－2017年），主要體現在兩國在對朝鮮的外交政策出現外交分歧，例如在卢武铉执政时期，美國的小布什政府對朝鮮採取強硬態度，要求朝鮮放棄核武導致朝鮮兩度核試，而韓國的卢武铉政府主張與朝鮮對話，導致兩國出現外交分歧。

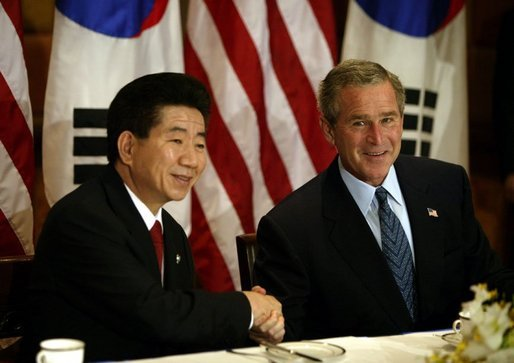
韩国总统卢武铉和美国总统乔治·沃克·布什（2003年10月20日）

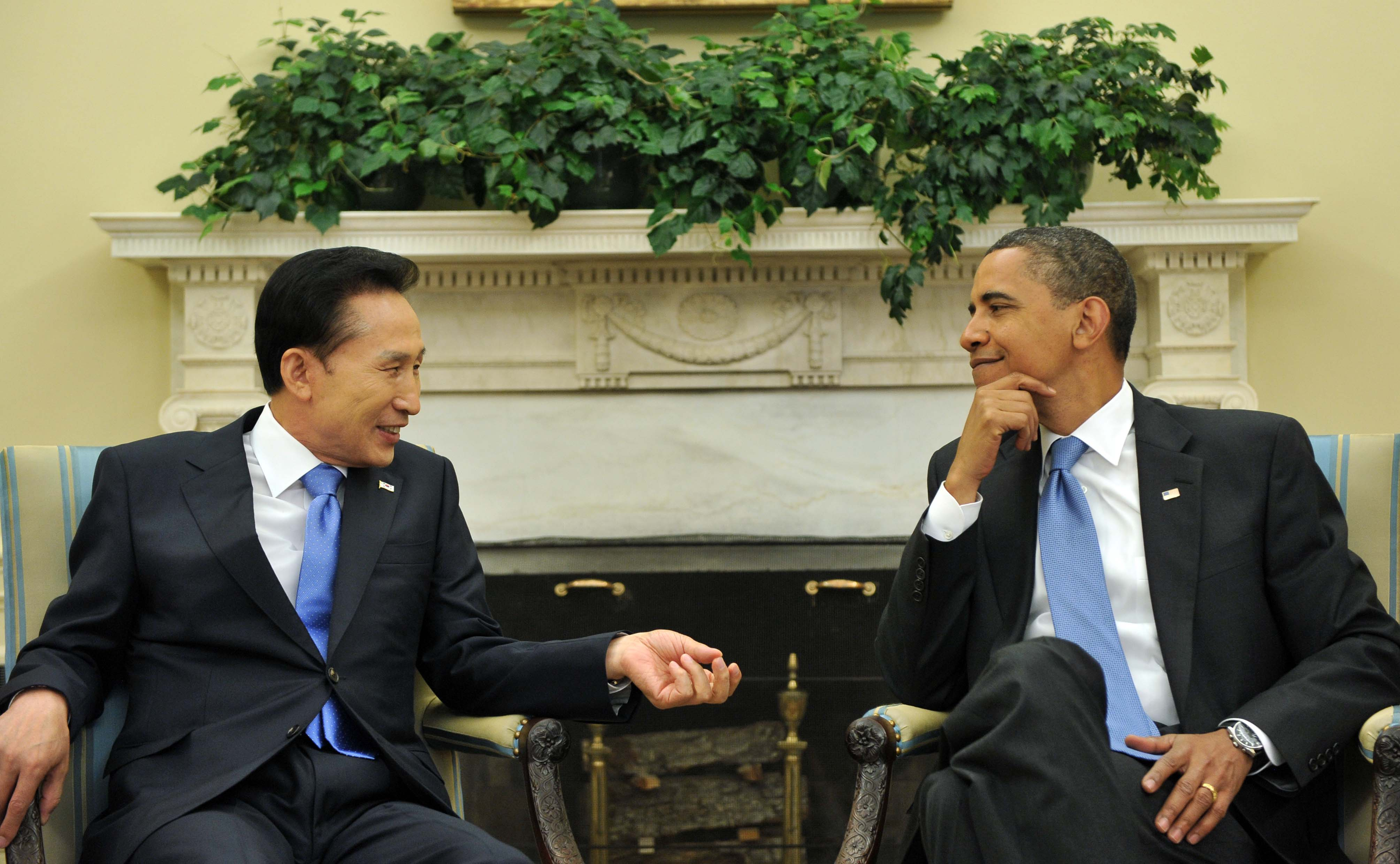
2009年6月16日韩国总统李明博访问美国，与美国总统贝拉克·奥巴马会面

民主化後的韓國開始實行多邊外交政策，以減少對美依賴，即使美韓軍事同盟關係仍然繼續。金大中执政时期（1998年－2003年），韩美关系尚算良好，其主張對朝和解的陽光政策。2000年10月10日，時任美國總統比爾·克林頓在白宮會見了朝鮮民主主義人民共和國國防委員會第一副委員長趙明錄次帥。卢武铉执政时期（2003年－2008年），韩国推出了“自主国防”和獨立的外交政策。卢武铉雖然支持美国參與伊拉克戰爭，但坚决反对美国对朝鲜进行制裁和封锁，主张修改驻韩美军地位协定，要求美军撤出首尔，收回战时指挥权，打造自主国防:189-198。2006年，驻韩美军的数量已经降到朝鲜战争后历史性的2.95万人低值:207。2007年，韩美两国签署了自由贸易协定，两国经济关系发展到新阶段。2007年，韩美贸易总额达到829.8亿美元，韩方顺差85.4亿美元。美国是韩国的第二大贸易伙伴国:264。2008年，保守派的李明博上台执政，結束自由派的10年执政，韩美关系得到了恢复。2008年4月韩国总统李明博访美期间，双方宣布建立面向“21世纪韩美战略同盟关系”，提出韩美同盟应以“价值同盟、互信同盟、和平同盟”三项原则为基础。
2008年11月17日，韩国加入美国免签证计划正式生效，使其继日本、文莱和新加坡之后成為第四个加入该计划的亚洲国家。2011年4月，韓美兩國簽訂諒解備忘錄，展開外交官交換計畫（Diplomat Exchange Program；），派遣各自的外交官進入對方的外務部門工作。兩國選出的第一代人選分別為韓方派赴美國國務院的金慧真（김혜진）及美方派赴韓國外交部的毛德偉（Dewey E. Moore Jr.）。2013年時，美方更選派韓裔美國人出身的外交官李芙娟（Booyeon Lee Allen），接替毛德偉入駐韓國外交部。
2013年5月7日，韩国总统朴槿惠访美期间，双方在首次韩美首脑会谈上，就将韩美同盟从“全面战略同盟关系”提升为“全球伙伴关系”。2017年4月，美國副總統麥克·彭斯訪韓期間，對朝鮮的制裁以及薩德系統的部署等議題交換意見。5月10日，自由派共同民主党的文在寅上台执政，結束保守派的9年执政，6月30日，韓國總統文在寅訪美期間，雙方將就韓美軍事同盟、北韓問題等重要議題交換意見，另外還有薩德飛彈部署以及韓美FTA兩項議題。與之前的保守派的美國政府不同，特朗普支持美國與朝鮮進行對話，即使仍然堅持朝鮮必須放棄核武。2021年5月21日，韩国总统文在寅与美国总统乔·拜登将会在美国白宫举行首脑会谈。2022年5月21日，韩国总统尹锡悦和美国总统拜登在韩国总统府舉行會談，双方表示将韩美同盟关系提升至全球全面战略同盟关系。
2023年4月26日，韩美双方发布《华盛顿宣言》，建立核咨商小组，以加强对北延伸威慑力、提高美国核保护伞的实效性。有關宣言提出以韩半岛的完全无核化为共同目标，并明确指出遵守《核不扩散条约》。而根據宣言，美國將在韓國部署核潛艇，為40年來首次。4月27日，南韓總統尹锡悦前往五角大楼国家军事指挥中心，是韩国总统首次访问国家军事指挥中心；美国国防部长劳埃德·奥斯汀表示，韩美同盟近70年来发展成为最坚固、有实力、互操作性强的同盟。

## 军事同盟

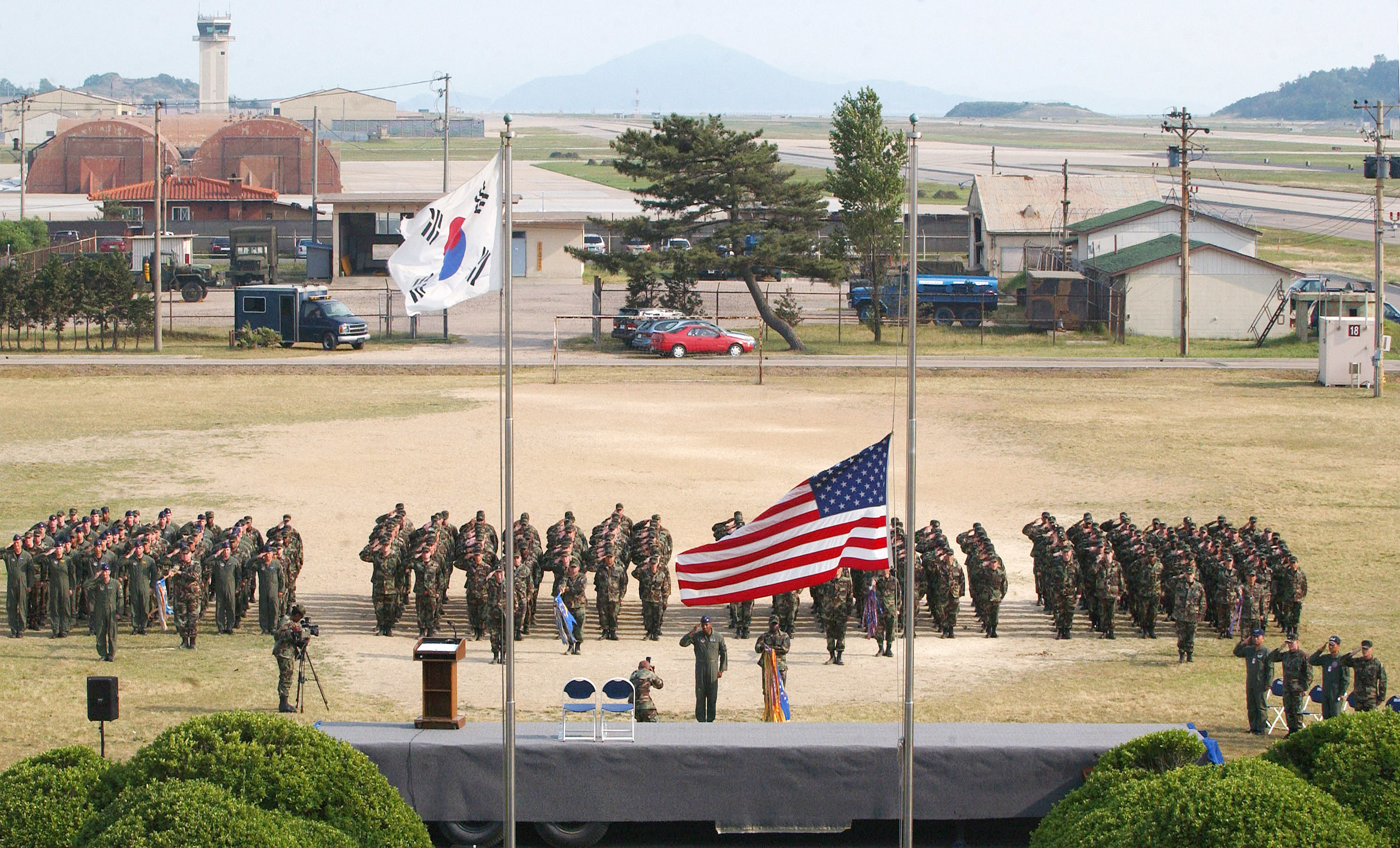
韓美之間建有密切的軍事聯繫，圖為韓國群山空軍基地內的駐韓美軍部隊。

1953年10月，韩美签署《美韩共同防御条约》，确立军事同盟关系，这一关系又称为“血的关系”。目前驻韩美军共有2.9万人，这些军队掌握韩军战时指挥权，对韩国负有安全防卫义务。美方于2009年制定计划，預計将于2015年12月将韩军战时指挥权交还给韩方，但可能会因为某些条件而进一步推迟。2014年10月，南韓國防部長韓民求宣布這一期限將後延到2020年代中期。
从1975年开始，韩美两国每年举行“乙支焦点透镜”联合军演，2008年改名为“乙支自由卫士”。2010年10月，韩美建立双边军事机制。
依照韩战结束后韩美签订的《美韩共同防御条约》，韩美任何一方在亚太地区受到攻击，另一方都给予军事援助。依照此条约，韩国已在美国近50年参加的大多数主要战争中出兵相助，規模最大的是越南战争期间，韩国派遣部隊赴越參戰，為南越陣營一方僅次於駐越美軍的第二大外國軍。2004年，韩国派出3300人的宰桐部队来帮助重建伊拉克，是伊拉克战争多国部队中繼美軍和英軍之后的第三大部隊。2001年以来，韩国在中东地区部署了24,000名士兵以支援反恐战争。2007年又增加了1,800名士兵增援联合国在黎巴嫩的维和队伍。
此外，韩国每年有1800名通过美军综合英语沟通能力测试的现役军人编入美國陸軍下設的附编韓兵部隊（KATUSA）。这些同美军混编的士兵归美国第八集团军司令部指挥，却仍駐在韓國、接受韩国宪兵队（2020年後稱軍事警察）的管理。他们着美军军服，装备美军武器，只是右臂佩戴韩国国旗而非美国国旗。韩国士兵与美军混编的做法是1950年7月由李承晚和麦克阿瑟在韩战期间建立的，并一被直沿用至今。不过现在美军中的韩国士兵数量已大为减少。驻韩美军附编韩军的意义不仅仅是壮大美韩联合军事力量和节约美军军费开销，而是体现在韩美两军的相互合作、支持与友谊。同美军混编的韩国士兵在战时也可以为美军提供翻译、导航、审讯和反侦查等协助。
卢泰愚执政期间，美国开始要求韩国分担驻韩美军的费用。1990年，韩国分担的驻韩美军费用为0.7亿美元，以后韩国分担的额度逐年增加:263，并签署了9份防卫费分担协定，第9份协定于2018年12月31日到期。美国总统特朗普上台后要求大幅提高盟国分摊美军提供安保的费用。2018年底，美方提出希望韩方每年承担10亿美元的防卫费，且提议防卫费的谈判一年一谈。韩国则主张，1兆韩元是韩国国民能承受的心理极限，并要求3-5年谈一次。谈判因此一度陷入僵局。2019年2月10日，美韩在首尔草签第10份防卫经费分担协定，有效期为1年，韩方同意支付大约9.2亿美元，约为为1.038万亿韩元。韩方承担的防卫费较2018年上升8.2%，韩方承担的金额首超1万亿韩元。

## 经济关系
美国是韩国的第二大贸易伙伴。2013年，韩美之间的贸易额为1035亿美元，韩方顺差205亿美元。2007年6月30日，韩国与美国签订《韩美自由贸易协定》，因事後雙方國內爭議不斷，對美國牛肉及汽車議題都有意見，經過重新談判修訂，於2010年12月再次簽署更新版協議。2011年10月12日，《韩美自由贸易协定》在美国参议院和众议院获得通过，同年11月22日，该协定以151-7票和12弃权在韩国国会获得通过，2012年3月15日，《韩美自由贸易协定》正式生效。但是，韩美两国之间仍然出现一些贸易争端。
韩国2023年12月對美國出口113億美元，而向中國出售109億美元，令美國20年來首次超過中國，成為韩国最大的出口國。
2025年7月，時任美國總統唐納•川普宣佈自8月1日起對韓國課徵25%的對等關稅。

## 文化交流
随着韩流（韩国文化）在世界范围内流行，韩国文化在美国也开始盛行。2008年，韩国女子流行乐团Wonder Girls赴美國發展，发行首个英文單曲《Nobody》，后举行北美巡迴演唱會。
2013年5月，美国总统奥巴马在白宫会见韩国总统朴槿惠时说韩国文化（韩流）正在影响全世界的人，并说他的女儿教他学习了《江南Style》的骑马舞。2013年8月，美国国务卿约翰·克里在为韩国光复节电视致辞讲话时说韩国文化已经通过韩流到达世界的每个角落。

## 韓國反美情绪
由於韓美兩個在互動過程中的若干摩擦，韩国民間还存在着很强的反美情绪。许多韩国人认为美国對全斗煥的幫助間接助長了光州事件的大量伤亡。2002年6月13日，驻韩美军装甲车在公路上碾死了两名女学生，这场事故在韩国国内造成大规模的反美浪潮。韓國歌星朴载相當年也參加了一次大型反美演出，并在舞臺上砸毀了一件美軍坦克模型。2008年，韩国还爆发大规模反对进口美国牛肉的示威游行。

## 延伸阅读
- Chung, Jae Ho. Between Ally and Partner: Korea-China Relations and the United States (2008) excerpt and text search （页面存档备份，存于）